# Maninka
Maninka – grupa plemion w Afryce Zachodniej będąca częścią większej rodziny plemion Malinke. Posługują się językiem maninka, z grupy mande. Ich populację szacuje się na blisko 7 mln. Zamieszkują głównie: Gwineę, Mali, Senegal, Sierra Leone i Liberię.
Plemię Maninka dzieli się na 5 podgrup: Eastern (4 mln), Western (2,05 mln), Kita (0,5 mln), Konyanka (0,3 mln) i Sankaran (0,1 mln).